# Batis margaritae
Batis margaritae е вид птица от семейство Platysteiridae.

## Разпространение
Видът е разпространен в Ангола, Демократична република Конго и Замбия.